# Platybothrium
Genre
Platybothrium est un genre de vers plats de la famille des Onchobothriidae.

## Liste d'espèces
Selon World Register of Marine Species (12 mars 2021) :
- Platybothrium angelbahiense Healy, 2003
- Platybothrium auriculatum Yamaguti, 1952
- Platybothrium baeri Euzet, 1952
- Platybothrium cervinum Linton, 1890 - espèce type
- Platybothrium coshtaprum Healy, 2003
- Platybothrium harpago (Euzet, 1953) Healy, 2003
- Platybothrium hypoprioni Potter, 1937
- Platybothrium jondoeorum Healy, 2003
- Platybothrium kirstenae Healy, 2003
- Platybothrium musteli Yamaguti, 1952
- Platybothrium parvum Linton, 1901
- Platybothrium sardinellae Hornell & Nayudu, 1924
- Platybothrium spinulifera Southwell, 1912
- Platybothrium tantatulum Healy, 2003
- Platybothrium veravalensis Deshmukh, Shinde & Jadhavm, 1983

## Étymologie
Le nom du genre Platybothrium dérive du grec ancien πλατύς, platús, « large ».

## Publication originale
- Edwin Linton, Notes on Entozoa of marine fishes of New England : with descriptions of several new species. Part II (œuvre écrite), Inconnu, Washington, 1890, [lire en ligne].